# 박대영 (영화 감독)
박대영(1969년 ~ )은 대한민국의 영화 감독, 각본가이다. 1999년 《연풍연가》로 데뷔했다.

## 학력
- 중앙대학교 연극영화학 학사

## 영화 작품

### 감독
- 1999년 《연풍연가》
- 2000년 《하면 된다》
- 2008년 《허밍》

### 조감독
- 1997년 《접속》
- 1998년 《조용한 가족》